# Гучинский, Иван Васильевич
Ива́н Васи́льевич Гучи́нский (23 ноября 1919, Хмельницкая область — май 1994, Чепецкий, Кировская область) — работник советской лесной промышленности, Герой Социалистического Труда.

## Биография
Родился 23 ноября 1919 года на территории современной Хмельницкой области.
С 1932 года работал в колхозе. В 1939—1946 годы служил в Красной армии, участник Великой Отечественной войны. В 1946 году принят в ВКП(б).
С 1946 года работал лебёдчиком в Чепецком леспромхозе (Зуевский район). Указом Президиума Верховного Совета СССР от 5 октября 1957 года присвоено звание Героя Социалистического Труда с вручением ордена Ленина и золотой медали «Серп и Молот».
С 1958 года работал механиком Талицкого лесопункта Чепецкого леспромхоза. Избирался депутатом (от Кировской области) Совета Союза Верховного Совета СССР 5-го созыва (1958—1962).
Жил в посёлке Чепецкий Зуевского района. Умер в мае 1994 года.

## Награды
- медаль «За трудовое отличие» (2.11.1954)
- Герой Социалистического Труда (орден Ленина № 333675 и медаль «Серп и Молот» № 7872; 5.10.1957)[2]
- орден Отечественной войны 2-й степени (6.4.1985)[4].